# 1999年の政治
1999年の政治（1999ねんのせいじ）では、1999年（平成11年）の政治分野に関する出来事について記述する。

## できごと

### 1月
- 1月1日 - EUの単一通貨ユーロがフランス・ドイツなど11カ国で導入。
- 1月7日 - 米上院、クリントン大統領に対する弾劾裁判を開始。
- 1月14日 - 自自連立により、小渕1次改造内閣が発足。自由党からは野田毅幹事長が自治相で入閣する。

### 2月

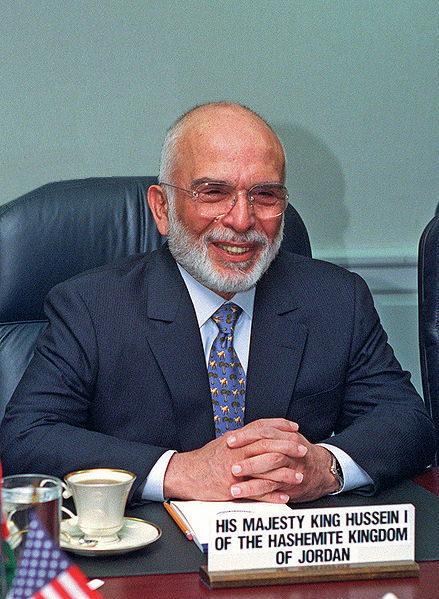
ヨルダンのフセイン国王が死去。

- 2月7日 - ヨルダンのフセイン・ビン・タラール国王死去。
- 2月 - ロシアでボリス・エリツィン大統領の家族を中心とする側近グループ（セミヤー）の汚職疑惑が持ち上がる。

### 3月
- 3月3日 - 日本銀行、ゼロ金利政策実施。
- 3月23日 - 日本海で不審船発見、威嚇射撃をするも北朝鮮の清津港に逃走。（能登半島沖不審船事件）。
- 3月24日 - （1998年からの）コソボ紛争への制裁のため、NATO軍がユーゴスラビアを空爆。6月10日停止。

### 4月
- 4月6日 - 朱鎔基中国首相、訪米。
- 4月11日 - 第14回統一地方選挙、前半選挙（都道府県知事、政令指定都市市長、道府県議会、政令指定都市市議会）の投票日。石原慎太郎、東京都知事に当選。
- 4月25日 - 第14回統一地方選挙、後半選挙（東京都特別区区長及び区議会、市町村長および市町村議会）の投票日。
- 4月30日 - カンボジア、東南アジア諸国連合に加盟。

### 5月
- 5月9日 - ギニア・ビサウ大統領ジョアン・ヴィエイラが退陣し、ポルトガル大使館へ避難。
- 5月11日 - ロシア連邦議会下院国家会議大統領弾劾問題の審議を13日から開始することを決定。
- 5月12日 - エリツィン露大統領、エフゲニー・プリマコフ首相を解任。首相代行にセルゲイ・ステパーシン第一副首相兼内相。
- 5月19日 - 露、セルゲイ・ステパーシン内閣成立。
- 5月24日 - 周辺事態法・防衛指針法（日米新ガイドライン法）成立。

### 6月
- 6月1日 - 住民基本台帳法が改正。
- 6月15日

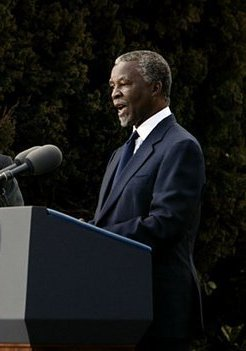
ネルソン・マンデラが引退し、後任にムベキ大統領が就任した。

  - 男女共同参画社会基本法、衆議院本会議で可決、成立。
  - 黄海で韓国と北朝鮮が銃撃戦。北朝鮮の魚雷艇1隻が沈没、警備艇4隻大破、兵士30人が死亡。
- 6月16日 - 南アフリカ大統領にターボ・ムベキが就任。
- 6月18日 - 第25回主要国首脳会議（ケルン・サミット）開催。
- 6月23日
  - 自民党、自由党、衆議院比例代表定数50削減法案共同提出。
  - 男女共同参画社会基本法が成立。

### 7月
- 7月8日  - 中央省庁等改革関連法、地方分権一括法が成立。
- 7月22日 - 中国、法輪功を非合法化。
- 7月29日 - 改正国会法が成立。

### 8月
- 8月4日 - 祖国・全ロシア結成に合意。
- 8月9日
  - 国旗及び国歌に関する法律（国旗国歌法）成立。
  - ボリス・エリツィン露大統領、セルゲイ・ステパーシン首相を解任。首相代行にウラジーミル・プーチン第一副首相。
- 8月12日
  - 組織犯罪対策三法（通信傍受（盗聴）法、組織的な犯罪の処罰及び犯罪収益の規制等に関する法律、刑事訴訟法改正案）成立。
  - 改正住民基本台帳法が成立
- 8月16日 - プーチンがロシア首相に就任。
- 8月30日 - 東ティモール住民投票実施、独立支持78.5％。

### 10月
- 10月5日 - 自自公連立により、小渕2次改造内閣が発足。
- 10月10日 - ポルトガル共和国議会選挙、中道左派の社会党（PS）が第一党を維持
- 10月20日 - インドネシア大統領にアブドゥルラフマン・ワヒドが就任する。

### 11月
- 11月6日 - オーストラリアで共和制移行の是非を問う国民投票が行なわれ、その結果移行反対が多数を占めた。
- 11月10日 - 国会で初の党首討論行われる。
- 11月29日 - マレーシア総選挙で与党国民戦線が勝利し、マハティール・ビン・モハマド首相が再選されました。

### 12月
- 政治資金規正法が一部改正される。

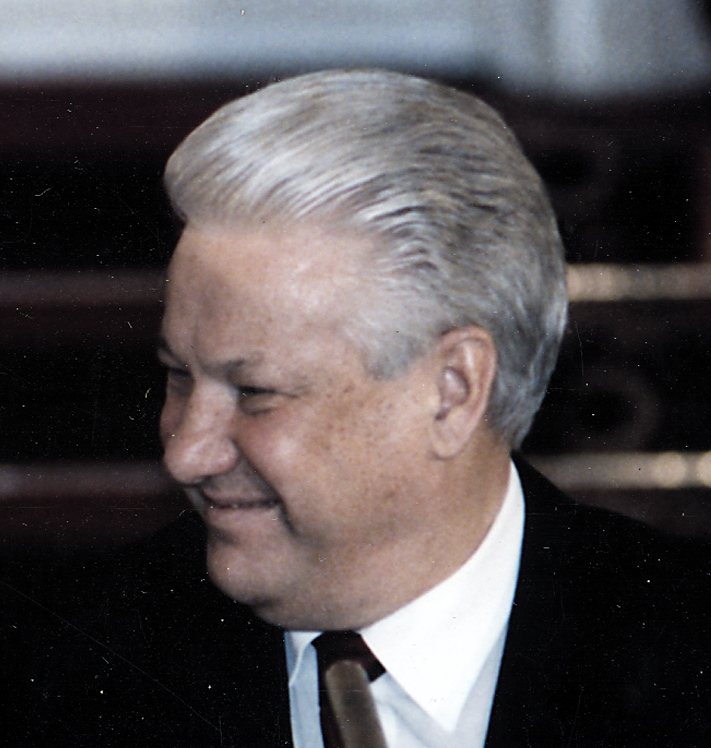
エリツィンの電撃的辞任は年末の世界を驚かせた。

- 12月19日 - ロシアの下院選挙、ロシア連邦共産党が第1党となるが、政権の肝いりで作られた統一が第2党に躍進。エフゲニー・プリマコフ元首相とユーリ・ルシコフモスクワ市長の祖国・全ロシアは3党に留まる[1]。
- 12月21日 - マカオ、ポルトガルから中国に返還。
- 12月31日
  - ロシア大統領のエリツィンが辞任を表明。大統領代行に首相のプーチンを指名。
  - パナマ運河、アメリカ合衆国からパナマに返還。

## 死去
- 2月26日 - 片岡清一、衆議院議員（*1911年）
- 3月3日 - 藤原弘達、政治学者・評論家（*1921年）
- 3月5日 - 石橋一弥、衆議院議員（*1922年）
- 4月19日 - 大島友治、衆議院議員（*1916年）
- 6月2日 - 岡義達、政治学者（*1921年）
- 7月23日 - ハサン2世、モロッコ国王（* 1929年）
- 7月27日 - フェドン・キジキス、ギリシャの軍人・大統領（* 1917年）
- 10月14日 - ジュリウス・ニエレレ、タンザニア大統領（* 1922年）